# Ingeborg Taschner
Ingeborg Erika Taschner (* 26. März 1930 als Ingeborg Teigeler in München; † 5. September 2002 ebenda) war eine deutsche Filmeditorin. In einigen Vor- oder Abspännen erscheint sie als Inge Taschner.

## Leben
Ingeborg Taschner trat 1946 bereits im Alter von 16 Jahren in die Dienste der Bavaria Film und wurde zunächst im Tonschnitt ausgebildet. Ihre erste Arbeit in diesem Bereich war die Synchronfassung des amerikanischen Films Ihr erster Mann. Ab Anfang der 1950er war sie für den Schnitt einer Reihe kurzer Dokumentar- und Spielfilme verantwortlich. Bei dem Langfilm Ludwig II. (1955) durfte sie der Schnittmeisterin Anneliese Schönnenbeck assistieren. Bei Durch die Wälder, durch die Auen (1956) war sie die Assistentin von Herbert Taschner, den sie bald darauf heiratete. Die Ehe hielt jedoch nicht lange.
1958 begann Ingeborg Taschners umfangreiche Karriere als Editorin von Kinospielfilmen. Sie arbeitete in verschiedenen Genres, insbesondere an Heimatfilmen und Komödien. In den 1970er Jahren kamen auch ein paar Softsexfilme wie Schüler-Report hinzu. Zum Ende ihrer Karriere hin montierte sie kleinere Dokumentar- und Ausbildungsfilme, beispielsweise für den Einsatz von Notärzten.
Ingeborg Taschners Sohn ist der 1957 geborene Schauspieler und Synchronsprecher Kai Taschner.
Im September 2002 starb Ingeborg Taschner im Alter von 72 Jahren in ihrer Geburtsstadt München.

## Filmografie (Auswahl)
- 1958: Die grünen Teufel von Monte Cassino
- 1958: Mein Schatz ist aus Tirol
- 1959: Bei der blonden Kathrein
- 1959: Die feuerrote Baronesse
- 1959: Mein Schatz, komm mit ans blaue Meer
- 1960: Die zornigen jungen Männer
- 1960: Schön ist die Liebe am Königssee
- 1961: Isola Bella
- 1962: Der verkaufte Großvater
- 1962: Ein Münchner im Himmel
- 1962: Das schwarz-weiß-rote Himmelbett
- 1962: Muß i denn zum Städtele hinaus
- 1963: Venusberg
- 1963: Ferien vom Ich
- 1964: Tonio Kröger
- 1964: Wälsungenblut
- 1965: Tante Frieda – Neue Lausbubengeschichten
- 1966: Grieche sucht Griechin
- 1966: Ich suche einen Mann
- 1967: Der Tod eines Doppelgängers
- 1968: Komm nur, mein liebstes Vögelein
- 1968: Die Ente klingelt um ½ 8
- 1971: Hausfrauen-Report
- 1971: Mädchen beim Frauenarzt
- 1971: Paragraph 218 – Wir haben abgetrieben, Herr Staatsanwalt
- 1971: Schüler-Report
- 1972: Die Klosterschülerinnen
- 1973: Alle Menschen werden Brüder
- 1973: Matratzen-Tango
- 1973: Schloß Hubertus
- 1974: Drei Männer im Schnee
- 1974: Zwei Schlitzohren in der gelben Hölle (Questa volta ti faccio ricco!)
- 1974: Wer stirbt schon gerne unter Palmen
- 1974: Die Antwort kennt nur der Wind
- 1975: Verbrechen nach Schulschluß
- 1975: Der Edelweißkönig
- 1975: Das Netz
- 1976: Das Schweigen im Walde
- 1976: Anita Drögemöller und die Ruhe an der Ruhr
- 1977: Waldrausch
- 1978: Die Insel der tausend Freuden
- 1978: Caribia – Ein Filmrausch in Stereophonie
- 1980: Maria – Nur die Nacht war Zeuge
- 1983: Randale